# Gert de Rijk
Gert de Rijk (Utrecht, 27 juni 1945 - Utrecht, 19 augustus 2009) was een keramist. Hij werkte als jongen bij pottenbakkerij Mobach, terwijl hij in de avonduren een opleiding volgde aan de opleiding Artibus.
Sinds 1965 had hij een eigen atelier aan de Utrechtse Oudegracht. In dat jaar ontmoette hij ook graficus Gerard van Rooy, met wie hij gezamenlijke tentoonstellingen had en in 1991 samen met Anco van der Haar en Henk van der Haar het keramisch samenwerkingsverband Z4 oprichtte.
Hij exposeerde geregeld in binnen- en buitenland. Zijn werk begeeft zich in een breed spectrum. Soms maakte hij toegepaste kunst, soms autonome.
De Rijk was geregeld docent bij de Internationale Zomeracademie in Niederbipp, Zwitserland en bij de Koninklijke Academie voor Kunst en Vormgeving in 's-Hertogenbosch. 
Hij gaf tot kort voor zijn dood les aan twee cursusgroepen op zijn atelier.
Samen met zijn tweede vrouw runde hij kunst- en kook-galerie De Verrassing in Utrecht.
In 2011 verscheen bij uitgeverij Optima het boek 'Gert de Rijk, keramist'. Eerder, in 2005, verscheen over een van De Rijks verzamelingen, zoutvaten, al een boek.
Gert de Rijk ligt begraven op  Soestbergen in Utrecht.